# Pareci Novo
Pareci Novo egy község (município) Brazília Rio Grande do Sul államában, a Caí folyó völgyében. Népességét 2022-ben 4319 főre becsülték.

## Története
1801. augusztus 27-én a Porto Alegreből érkezett José Inácio Teixeira és João Inácio Teixeira megvásárolták a Pareci gazdaságot Joaquim Ancleto de Azevedo hadnagytól. A Pareci név állítólagosan egy indiántól származik, aki 9-10 éves korában érkezett a környékre Mato Grosso vidékéről, és a parecis törzs leszármazottja volt. Öröklés útján a gazdaság José Inácio Teixeira Júniorra (Juca Inácio) szállt, aki egy nagy házat épített a Maratá és a Caí folyók összefolyásánál. A kialakuló település körüli földeket Jacó Ely eladta a jezsuitáknak.
1929-ben a térséget Pareci Novo néven Montenegro kerületévé nyilvánították. 1992-ben függetlenedett és 1993-ban önálló községgé alakult.

## Leírása
Székhelye Pareci Novo, további kerületei nincsenek. A község területe 57 km2, a községközpont távolsága az állami székhelytől 63 kilométer. A lakosok túlnyomórészt német származásúak. A településen jezsuita szeminárium működött, romos épületét ma műemlékként tartják nyilván. Gazdasága a citrusfélék (narancs, tangerin, bergamot, citrom), magoncok és virágok termesztésére összpontosul, ipara pedig a citrusok feldolgozására (élelmiszeripari és kozmetikai termékek).